# Шраффировка (геометрия)
Шрафиро́вка (от нем. Schraffierung — штриховка) — способ придания объёмности в геометрии, когда участок покрывают равномерно расположенными одинаковыми структурными элементами: параллельными линиями, точками, какими-нибудь другими значками. Если теперь посмотреть на участок издали, то будет казаться, что он закрашен равномерно. Штриховка по линейке тоже является шрафировкой.